# هارولد براون
هارولد براون (بالإنجليزية: Harold Brown)‏ (و. 1927م ت. 2019م) هو فيزيائي، وسياسي من الولايات المتحدة ولد في مدينة نيويورك. تولى منصب وزير الدفاع الأمريكي (1977-01-21–1981-01-20) في عهد الرئيس جيمي كارتر. وهو عضو في الحزب الديمقراطي الأمريكي. وكان قد عمل سابقا في إدارتي جون كينيدي وليندون جونسون كمدير لأبحاث الدفاع والهندسة وأمين القوات الجوية.
كان براون وزير الدفاع في المراحل الأخيرة من الحرب الباردة، ووضع الأساس اتفاقية كامب ديفيد. وشارك في مفاوضات الأسلحة الاستراتيجية مع الاتحاد السوفيتي، وأيد التصديق على معاهدة سالت 2 دون نجاح. ودافع عن تحقيق الانفراج مع الاتحاد السوفيتي، وهي قضية كان يتعارض معها مع مستشار الأمن القومي زبغنيو بريجينسكي.

## التعليم
تعلم في جامعة كولومبيا.

## جوائز
حصل على جوائز منها وسام الحرية الرئاسي.

## روابط خارجية
- هارولد براون على موقع مونزينجر (الألمانية)
- هارولد براون على موقع إن إن دي بي (الإنجليزية)